# 안젤리크 카브랄

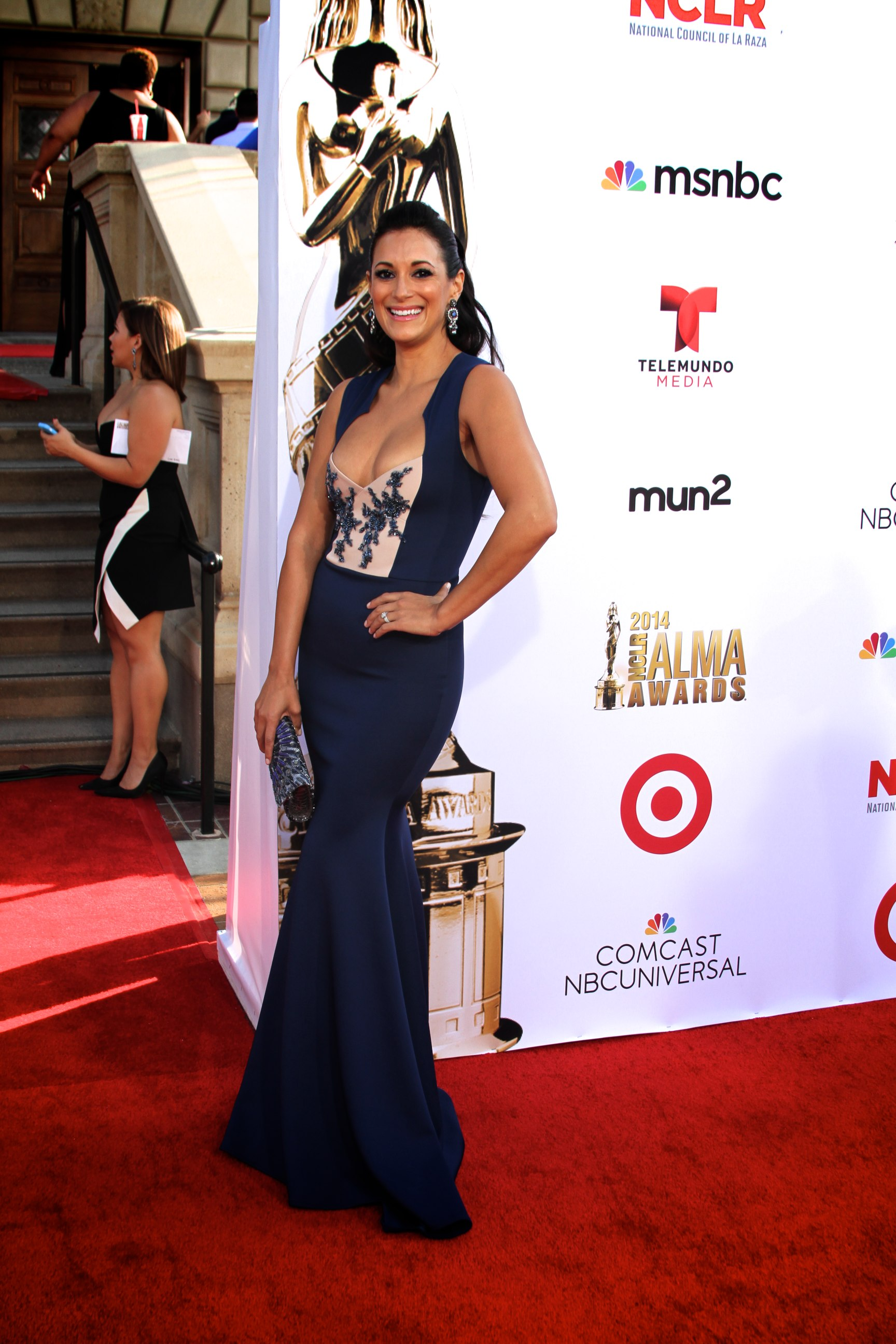

안젤리크 카브랄(Angelique Cabral, 1979년 1월 28일 ~ )은 미국의 배우이다. 아메리카 원주민과 멕시코 혈통인 아버지와 영국-프랑스계 미국인인 어머니 밑에서 호놀룰루에서 태어났다.

## 출연 작품

### 영화
- 완벽한 가족? (2011, The Perfect Family)
- 프렌즈 위드 베네핏 (2011)
- 밴드 에이드 (2017)
- 니나의 모든 것 (2018, All About Nina)
- 위시 (2023) - 아마야 역 (목소리)

### 텔레비전
- 가이딩 라이트 (2004, 2006)
- 원 라이프 투 리브 (2006-07)
- Mad Love (2011)
- 인리스티드 (2014)
- 라이프 인 피시즈 (2015-19)
- 그레이스 앤 프랭키 (2019-20)